# Pavonia nepetifolia
Pavonia nepetifolia är en malvaväxtart som först beskrevs av Standley, och fick sitt nu gällande namn av Standley. Pavonia nepetifolia ingår i släktet påfågelsmalvor, och familjen malvaväxter. Inga underarter finns listade i Catalogue of Life.